# Atletiek op de Paralympische Zomerspelen 2024 - 100 m vrouwen T36
De 100 meter voor vrouwen klasse T36 op de Paralympische Zomerspelen 2024 vond plaats op 30 augustus in het Stade de France. Deze klasse is voor atletes met cerebrale parese Deze atletes vertonen onwillekeurige bewegingen waarbij alle vier de ledematen aangedaan zijn. Ze lopen meestal zonder hulpmiddelen.. De winnares van 2020 was Shi Yiting uit China. Zij wist in 2024 haar titel te prolongeren, De Nieuw-Zeelandse Danielle Aitchison behaalde het zilver en Verônica Hipólito uit Brazilië won de bronzen medaille.

## Records
Voorafgaand aan het toernooi waren dit de wereldrecords en Paralympische records.
| Wereldrecord        | China Shi Yiting | 13.35 | Kobe  | 20 mei 2024      |
| Paralympisch record | China Shi Yiting | 13.61 | Tokio | 1 september 2021 |

## Series
De eerste drie van beide series kwalificeerden zich direct voor de finale. Van de overgebleven atletes kwalificeerden bovendien de twee snelsten zich voor de finale.

#### Serie 1
| Rang | Baan | Naam               | Naam | Tijd  | Bijz. |
| ---- | ---- | ------------------ | ---- | ----- | ----- |
| 1    | 3    | Danielle Aitchison | NZL  | 13.74 | Q     |
| 2    | 5    | Verônica Hipólito  | BRA  | 14.38 | Q     |
| 3    | 7    | Mali Lovell        | AUS  | 14.57 | Q, PB |
| 4    | 4    | Araceli Rotela     | ARG  | 14.63 | q     |
| 5    | 6    | Jae Jeon           | KOR  | 14.69 | q, SB |
| 6    | 8    | Nicole Nicoleitzik | GER  | 14.95 | SB    |

### Serie 2
| Rang | Baan | Naam                  | Naam | Tijd  | Bijz. |
| ---- | ---- | --------------------- | ---- | ----- | ----- |
| 1    | 3    | Shi Yiting            | CHN  | 14.28 | Q     |
| 2    | 6    | Samira Da Silva Brito | BRA  | 14.86 | Q     |
| 3    | 4    | Cheyenne Bouthoorn    | NED  | 14.90 | Q     |
| 4    | 8    | Abby Craswell         | AUS  | 15.28 |       |
| 5    | 5    | Fan Yam               | HKG  | 15.62 |       |
| 6    | 7    | Yanina Martínez       | ARG  | 16.30 |       |

## Finale
| Rang   | Baan | Naam                  | Naam | Tijd         | Bijz. |
| ------ | ---- | --------------------- | ---- | ------------ | ----- |
| Goud   | 6    | Shi Yiting            | CHN  | 13.39        | PR    |
| Zilver | 5    | Danielle Aitchison    | NZL  | 13.43        |       |
| Brons  | 7    | Verônica Hipólito     | BRA  | 14.24        | SB    |
| 4      | 9    | Mali Lovell           | AUS  | 14.45        | PB    |
| 5      | 8    | Araceli Rotela        | ARG  | 14.80 (.798) |       |
| 6      | 3    | Cheyenne Bouthoorn    | NED  | 14.80 (.799) |       |
| 7      | 2    | Jae Jeon              | KOR  | 14.95        |       |
| –      | 4    | Samira Da Silva Brito | BRA  | DSQ          | R17.8 |